# Máiréad Carlin
Máiréad Carlin (Derry, Irlanda do Norte — 5 de dezembro de 1988) —formalmente Máiréad Scolard—, é uma cantora, atriz e acordeonista irlandesa integrante do grupo musical feminino Celtic Woman.

## Inícios e Carreira
Carlin nasce em 5 de dezembro de 1988 na localidade de Derry na Irlanda do Norte.
| “                   | Derry, minha cidade natal, é um lugar muito culto e musical, onde queira que vás há sempre música... isso foi especialmente verdadeiro em minha família... sentávamos-nos ao redor do fogo, cantávamos e bebíamos chá. | ” |
| — — Máiréad Carlin. | |   |

Máiréad começou a sua carreira musical à idade de 15 anos quando ganhou o papel principal da «Rosa» na ópera de O Pequeno Príncipe de Rachel Portman no concurso Young Talents da BBC. Esta apresentação foi transmitida pela BBC Two e pela PBS nos Estados Unidos.
Máiréad treinou-se em interpretação vocal no Trinity College of Music em Londres. Uma vez graduada, ofereceu-se-lhe uma bolsa de pós-graduação em teatro musical na Real Academia de Música. Ela recusou a bolsa quando lhe ofereceram um contrato com a Decca Records. Carlin continuou o seu treinamento musical sobre a tutela da atriz e cantora britânica Mary Hammond e do músico britânico Simon Lee.
Desde então Máiréad tem actuado para o presidente da Irlanda, interpretado o hino da Irlanda para a partida de rugby internacional Inglaterra-Irlanda, em frente a uma audiência televisiva de milhões. Tem compartilhado palco com agrupamentos musicais como Snow Patrol e The Priests no concerto de 2013 Sons and Daughters para marcar o ano de Derry como Cidade da Cultura. Também gravou o hino da Cidade da Cultura «Let the River Run» junto ao destacado cantor e membro do grupo musical irlandês Celtic Thunder, Damian McGinty, o single desta produção foi publicado em meados de 2014  sob seus próprios selos discográficos Íris Records e Walled City Records. Carly Simon cantora norte-americana, autora da composição, impressionou-se pela nova interpretação de Carlin e McGinty chegando a mencionar a enorme emotividade sentida ao escutar a nova versão e o orgulhosa que se sentiu por este facto, agradecendo por fazê-la sentir-se orgulhosa. Simon convidou Máiréad e Damian a interpretar ao vivo a canção num concerto em benefício do grupo Oceana apresentado por Hillary Clinton, Ted Danson e Harvey Wenstein.
Máiréad tem percorrido o Reino Unido e Irlanda junto ao destacado cantor e compositor Dom McLean, incluindo a sua participação num concerto de sucesso com entradas esgotadas no Royal Albert Hall. A princípios de 2013 estreia com a Orquestra Sinfónica Nacional de Irlanda na Sala Nacional de Concertos da RTÉ TV. Foi também a soprano convidada na canção «The White Light» composta por Ilan Eshkeri para a trilha sonora do filme Alan Partridge: Alpha Papa estreada em 2013.
| “                   | Um lema que tenho usado ao longo de minha carreira — é uma citação do galardoado poeta Seamus Heaney— diz: “Canta desde onde vem o canto”, acho que se pode dizer muito disso. | ” |
| — — Máiréad Carlin. | |   |

## Álbum Estreia
Após finalizar os seus estudos, Máiréad assinou com a Decca Records e gravou o seu primeiro álbum chamado «Songbook» (cat. MAI001), lançado em meados de 2012. A gravação levou-se a cabo com o acompanhamento instrumental da Orquestra Filarmónica de Londres nos estudos Air e nos estudos British Grove. Foi mixado pelo ganhador do Grammy, o engenheiro Geoff Foster. Carlin descreve esta produção e ao respeito declara:
| “                   | Retrata o lado mais vulnerável do meu som e um período de transição em minha vida onde me estava a encontrar a minha mesma. Acho que estava a crescer através deste álbum. A cada respiração e a cada nota, há uma história... acredita-me. | ” |
| — — Máiréad Carlin. | |   |

A produção e distribuição do álbum cessou durante uns anos até que a 6 de maio de 2016 se voltou a publicar de forma independente e com uma nova ordem na lista de canções.

## Celtic Woman
Em 5 de agosto de 2013 o website oficial do grupo anunciou a partida da integrante Chloë Agnew quem por razões profissionais abandonaria o conjunto para dedicar-se a projectos solistas. Dezoito dias mais tarde, a 23 de agosto anunciou-se que Máiréad tomaria seu lugar no agrupamento. Ao respeito Carlin declarou sentir-se muito contente e orgulhosa de unir-se a Celtic Woman, sobretudo porque seria a primeira integrante proveniente do norte de Irlanda. Também que se sente muito honrada de poder continuar esta viagem junto a Susan, Lisa e Máiréad.

## Vida Privada
Em setembro de 2016 contraiu casamento com Ronan Scolard, cantor e anteriormente membro do coro de Celtic Woman.

## Música

### Discografia
- Em Solitário
  - «Songbook» — (2012/2016)
  - «Let the River Run» (Single) (com Damian McGinty) — (2014)

- Com Celtic Woman
  - «Celtic Woman: Destiny» — (2015/2016)
  - «Celtic Woman: Voices of Angels» — (2016/2017)
  - «Celtic Woman: Christmas Angels (EP)» — (2016)

### Videografia
- Com Celtic Woman
  - «Celtic Woman: Destiny — Live In Concert» — (2016)
  - «Celtic Woman: Voices of Angels — Live In Concert» — (2017) •

(• A gravar-se em setembro de 2017)

## Ver Também
- Celtic Woman
- Chloë Agnew
- Danny Boy
- Damian McGinty
- Celtic Thunder

## Nota
- Este artigo foi inicialmente traduzido, total ou parcialmente, do artigo da Wikipédia em castelhano cujo título é «Máiréad Carlin».